# Амазонский дикобраз
Амазонский дикобраз (лат. Coendou rufescens) — грызун семейства американских дикобразов (Erethizontidae).

## Описание
Длина тела составляет до 46 см, хвост длиной до 10 см. Окрас тела от коричневого до чёрного цвета, на носу — белая полоса. Особенностью этого вида является очень короткий хвост, менее 35 % длины тела, к тому же, он не цепкий. Вибриссы чёрные, тело густо покрыто иглами. Длина игл составляет до 10 см. Спина от чёрно-коричневого до почти чёрного окраса, основание игл от жёлтого до оранжевого цвета. Брюхо, подбородок и горло светло-коричневые с меньшими иглами. Хвост и ноги от тёмно-серого до чёрного цвета. Зубная формула: {\displaystyle I{1 \over 1}C{0 \over 0}P{1 \over 1}M{3 \over 3}=20}.

## Распространение
Этот вид обитает в западных, центральных и восточных Кордильерах Колумбии на высоте от 800 до 2000 м над уровнем моря, и на восточных склонах Анд в Эквадоре. Живёт в горных девственных лесах или немного изменённых лесах.

## Образ жизни
Ведёт ночной, древесный и одиночный образ жизни, вероятно, питается растительностью.